# Ursula Haucke
Ursula Haucke (geboren am 4. April 1924 in Berlin; gestorben am 14. November 2014 ebenda) war eine Autorin, die Drehbücher, Theaterstücke und Hörspiele schrieb. Sie verfasste rund 240 Folgen der in den 1970er Jahren populären Hörspielreihe „Papa, Charly hat gesagt“.

## Leben
Ursula Haucke wuchs in Berlin auf. Ihr Vater war Jurist. Sie hatte einen fünf Jahre jüngeren Bruder, Gert Haucke. Die Familie war wohlhabend und lebte in einer großzügigen Wohnung mit zehn Zimmern am Kurfürstendamm. Während des Zweiten Weltkriegs war der Vater Gerichtsrat in Frankreich. Die Berliner Wohnung wurde im Krieg zerstört. Die Familie lebte danach von 1943 bis 1947 in Templin, wo Ursula Haucke zeitweise als Sekretärin des Kreisamtsleiters Heindorf arbeitete. Wegen angeblicher Volksverhetzung gegen das NS-Regime, wie ihre Kolleginnen denunziatorisch behauptet hatten, wurde sie strafversetzt und bekam eine Stelle als Putzfrau in einem Kinderheim. Ohne die Hilfe ihres Vaters, der sich während der Vorwürfe gegen seine Tochter auf Heimaturlaub befand, hätte ihr wahrscheinlich eine Gefängnisstrafe gedroht.
In Berlin begann Haucke beim Radiosender RIAS als Autorin zu arbeiten. Sie produzierte dort Einzelbeiträge und die Serie „Erziehungstipps – musikalisch verpackt“, die zwanzig Jahre lang mit großem Erfolg in einer Länge von 15 Minuten gesendet wurde. In den 1950er Jahren wurde Haucke auch Theaterautorin. Ihr Stück „Brötchen und Tee“, in dem ihr Bruder Gert die Hauptrolle spielte, wurde an der Komödie am Kurfürstendamm sehr erfolgreich aufgeführt.
Für die ab 1972 von mehreren Sendeanstalten der ARD produzierte und ausgestrahlte Radio-Hörspielserie „Papa, Charly hat gesagt“ schrieb Haucke 240 Folgen. In der Hörspielreihe ging es um Rededuelle zwischen Vater und Sohn zu zeitpolitischen Themen. Gert Haucke spielte den Vater, der immer wieder durch altkluge oder provokative Fragen seines Sohnes in Erklärungsnot gebracht wird. In den 1980er Jahren war Ursula Haucke in der von Helmut Kopetzky mitgegründeten Gruppe  „Journalisten warnen vor dem Atomkrieg“ in der bundesdeutschen Friedensbewegung aktiv und unterstützte mit ihrer Arbeit u. a. die Initiative Abrüstung Wählen.
Ursula Haucke schrieb Drehbücher zur zweiten Staffel der ab 1987 in der ARD gezeigten TV-Serie „Die Montagsfamilie“. Ihr Bruder Gert Haucke spielte den Vater. Ihr sehr erfolgreiches, an vielen Bühnen inszenierte Boulevard-Theaterstück „Frühstück bei Kellermanns“ wurde 2007 zum Fernsehfilm.
Ursula Haucke veröffentlichte mehrere Bücher, die von den Beziehungen zwischen Kindern und Erwachsenen handeln, zum Beispiel „Bei Oma ist immer was los: Großmütter heute“ (2009). Haucke war verheiratet; sie bekam zwei Töchter und zwei Enkelkinder. Sie starb am 14. November 2014 im Alter von 90 Jahren.

## Veröffentlichungen
- Papa Charly hat gesagt. Gespräche zwischen Vater und Sohn. Melzer, 2007, ISBN 978-3-939062-04-2.
- Überraschung inbegriffen: Familiengeschichten zum Schmunzeln. dtv, 2007, ISBN 978-3-423-25268-3.
- Bei Oma ist immer was los: Großmütter heute. dtv, 2009, ISBN 978-3-423-25292-8.
- Ich hab geschielt, und Papa war beleidigt: Notizen aus Karolines Tagebuch. dtv, 2010, ISBN 978-3-423-25305-5.

## Drehbücher
- Frühstück bei Kellermanns (TV-Film) 2007
- Die Montagsfamilie (TV-Serie mit 13 Folgen)